# John E. McMurry
John Edward McMurry (* 27. Juli 1942 in New York City) ist ein US-amerikanischer Chemiker (Organische Chemie). Er war Professor an der Cornell University.
McMurry studierte an der Harvard University mit dem Bachelor-Abschluss 1963 und wurde 1967 an der Columbia University bei Gilbert Stork mit der Arbeit The isoxazole annelation reaction promoviert.  Danach wurde er 1967 Assistant Professor und 1975 Professor an der University of California, Santa Cruz und 1980 an der Cornell University.
Er befasst sich mit organischer Synthese. Nach ihm ist die McMurry-Reaktion (Kupplung zweier Ketone oder Aldehyde zu einem Alken) benannt. Außerdem ist er für eine Reihe Chemielehrbücher bekannt.
1991 erhielt er den Max-Planck-Forschungspreis und 1987 den Humboldt-Forschungspreis. Er ist Fellow der American Association for the Advancement of Science (1985). 1969 erhielt er von der Alfred P. Sloan Foundation ein Forschungsstipendium (Sloan Research Fellowship).
Er ist seit 1964 verheiratet und hat drei Söhne.

## Schriften
- Organic Chemistry, 8. Auflage, Cengage Learning 2012
- Organic Chemistry with Biological Applications, 2. Auflage, Cengage Learning 2011
- Fundamentals of Organic Chemistry, 7. Auflage, Cengage Learning 2011
- mit Robert C. Fay: Chemistry, 6. Auflage,  Pearson 2012
- mit R. C. Fay: General Chemistry, Atoms First, Pearson 2010
- mit D. S. Ballantine, C. A. Hoeger, V. E. Peterson, M. E. Castellion:. General, Organic, and Biological Chemistry, 6. Auflage, Pearson 2010
- mit T. Begley: The Organic Chemistry of Biological Pathways, Roberts and Company 2005